# Кушак, Юрий Наумович
Юрий Наумович Кушак (19 апреля 1936, Москва — 6 марта 2016, Москва) — советский и российский детский писатель.

## Биография
Родился 19 апреля 1936 года в Москве.. Окончил московскую школу № 182, затем поступил на отделение французского языка педагогического института, откуда был призван в Советскую армию, три года служил на эсминце «Иосиф Сталин». После службы остался работать в газете Северного флота «На страже Заполярья».
Затем вернулся в Москву, поступил на заочное отделение факультета журналистики МГУ, но окончив два курса, бросил учёбу.
В 1970-х годах работал в издательстве «Литературная Россия». В 1990-х годах был директором издательства детской литературы «Золотой ключик».
Умер 6 марта 2016 года в Москве, похоронен на Донском кладбище.

## Творчество
Начал писать первые стихотворные произведения в 1955 году, печатался в газетах и журналах Севера. Первая московская публикация в газете «Московский комсомолец» состоялась в 1956 году, где была напечатана подборка его стихотворений. В 1962 году в Мурманском издательстве вышла первая книжка стихов поэта «Па́зори» — так на Беломорье называют полярные сияния.
Занимался переводами с языков народов СССР: М. Джалиля (с татарского), М. Гали, М. Карима (с башкирского), Р. Сарби (с чувашского), М. Хонинова (с калмыцкого), Г. Багандова (с аварского), Г. Ходырева (с удмуртского), А. Кымытваль (с чукотского) и других писателей. Вместе с композитором В. С. Дашкевичем создал вокальные номера. На его стихи выпущено много музыкальных пластинок.

## Награды
- Лауреат премии «Золотой Остап» как автор и составитель 50-томной «Антологии сатиры и юмора в России»
- Лауреат премии имени Корнея Чуковского.
- Почётный дипломант Международного Андерсеновского комитета[2].